# Fridtjof Nansen
Fridtjof Wedel-Jarlsberg Nansen, norveški polarni raziskovalec, polihistor in politik, nobelov nagrajenec, * 10. oktober 1861, Oslo, Norveška, † [3. maj 1930, Oslo.
Vodil je ekipo, ki je leta 1888 prvič prečkala notranjost Grenlandije, pri čemer je otok prečkala na tekaških smučeh. Mednarodno slavo si je pridobil, ko je med svojo ekspedicijo z ladjo Fram v letih 1893–1896 dosegel rekordno severno zemljepisno širino 86°14′. Čeprav se je po vrnitvi na Norveško umaknil od raziskovanja, so njegove tehnike polarnega potovanja ter njegove inovacije v opremi in oblačilih vplivale na generacijo kasnejših arktičnih in antarktičnih odprav.
Nansen je študiral zoologijo na univerzi Royal Frederick v Christianiji in kasneje delal kot kustos v univerzitetnem muzeju v Bergnu, kjer mu je njegova raziskava centralnega živčnega sistema nižjih morskih bitij prislužila doktorat in pomagala vzpostaviti doktrino nevronov. Kasneje je nevroznanstvenik Santiago Ramón y Cajal leta 1906 prejel Nobelovo nagrado za medicino za svoje raziskave na isto temo. Po letu 1896 se je njegovo glavno znanstveno zanimanje preusmerilo na oceanografijo; med svojim raziskovanjem je opravil številna znanstvena križarjenja, predvsem po severnem Atlantiku, in prispeval k razvoju sodobne oceanografske opreme.
Kot eden vodilnih državljanov svoje države se je Nansen leta 1905 zavzel za konec zveze Norveške s Švedsko in je bil ključnega pomena pri prepričevanju danskega princa Karla (kasnejši Haakon VII. Norveški), da sprejme prestol nove neodvisne Norveške. Med letoma 1906 in 1908 je služil kot norveški predstavnik v Londonu, kjer je pomagal pri pogajanjih o pogodbi o integriteti, ki je Norveški zagotovila neodvisen status.
V zadnjem desetletju svojega življenja se je Nansen posvetil predvsem Društvu narodov, potem ko je bil leta 1921 imenovan za visokega komisarja Lige za begunce. Leta 1922 je prejel Nobelovo nagrado za mir za svoje delo v korist razseljenih žrtev prve svetovne vojne in z njo povezanih konfliktov. Med pobudami, ki jih je predstavil, je bil Nansenov potni list za osebe brez državljanstva, potrdilo, ki ga je nekoč priznavalo več kot 50 držav. Delal je v imenu beguncev skupaj z Vidkunom Quislingom do njegove nenadne smrti leta 1930, potem pa je Liga ustanovila Nansenov mednarodni urad za begunce, da bi zagotovila nadaljevanje njegovega dela. Ta urad je leta 1938 prejel Nobelovo nagrado za mir. Njegovo ime je obeleženo v številnih geografskih značilnostih, zlasti v polarnih regijah.

## Prečkanje Grenladnije
Nansen je svoje prvo potovanje v grenlandske vode opravil leta 1882 na krovu kitolovke. Leta 1888 je uspešno prečil ledena prostranstva Grenlandije. Spremljali so ga Otto Sverdrup, Olaf Dietrichson, Kristian Kristiansen Trana ter Laponca Samuel Balto in Ole Nielsen Ravna. Ladja Jason je 3. junija 1888 prevzela Nansenovo skupino v islandskem pristanišču Ísafjörður.
Teden dni kasneje so opazili obalo Grenlandije, vendar je napredek oviral debel led. Ker je obala še vedno oddaljena 20 kilometrov, se je Nansen odločil, da spusti majhne čolne. 17. julija so bili v vidnem polju fjorda Sermilik; Nansen je verjel, da bo ponudil pot navzgor po ledeni kapi.
Ekspedicija je pustila Jasona »dobre volje in z največjim upanjem na srečen rezultat«. Sledili so dnevi skrajne frustracije, ko so se odpravljali proti jugu. Vremenske razmere in razmere na morju jim niso uspele priti do obale. Večino časa so taborili na samem ledu - prenevarno je bilo spuščati čolne.
Do 29. julija so se znašli 380 kilometrov južno od točke, kjer so zapustili ladjo. Tistega dne so končno dosegli kopno, vendar so bili predaleč proti jugu, da bi začeli s prečkanjem. Nansen je ekipi po kratkem počitku ukazal nazaj v čolne in naj začne veslati proti severu. Skupina se je naslednjih 12 dni borila proti severu vzdolž obale skozi ledene plošče. Prvi dan so naleteli na velik eskimski tabor v bližini rta Steen Bille. Med potjo so se nadaljevali občasni stiki z nomadskim domačim prebivalstvom.
Skupina je dosegla zaliv Umivik 11. avgusta po prevoženih 200 kilometrih. Nansen se je odločil, da morajo začeti prečkanje. Čeprav so bili še daleč južno od njegovega predvidenega izhodišča; sezona je postajala preveč napredvidljiva. Po pristanku v Umiviku so se naslednje štiri dni pripravljali na pot. Odpravili so se 15. avgusta zvečer in se usmerili proti severozahodu proti Christianhaabu na zahodni obali zaliva Disko Bay—600 kilometrov stran.
V naslednjih nekaj dneh so se borili z vzponom. Led v notranjosti je imel varljivo površino s številnimi skritimi razpokami in vreme je bilo slabo. Napredek se je za tri dni ustavil zaradi močnih neviht in enkrat neprekinjenega dežja. Zadnja ladja naj bi Christianhaab zapustila do sredine septembra. Ne bi ga mogli doseči pravočasno, je 26. avgusta sklenil Nansen. Ukazal je spremembo smeri proti zahodu, proti Godthaabu; krajše potovanje za vsaj 150 kilometrov. Preostali člani skupine so po Nansenovih besedah »spremembo načrta pozdravili z aklamacijo«.
Nadaljevali so s plezanjem do 11. septembra in dosegli višino 2719 metrov nad morsko gladino. Temperature na vrhu ledenega pokrova so ponoči padle na –45 °C. Od takrat naprej je bilo potovanje lažje po klancu navzdol. Kljub temu je bil teren razgiban in vreme je ostalo neprijazno. Napredek je bil počasen: zaradi svežega sneženja je bilo vlečenje sani kot bi jih vlačili po pesku.
26. septembra so se prebijali po robu fjorda proti zahodu proti Godthaabu. Sverdrup je izdelal improviziran čoln iz delov sani, vrb in njihovega šotora. Tri dni pozneje sta Nansen in Sverdrup začela zadnjo etapo potovanja; veslanje po fjordu.
3. oktobra so prispeli v Godthaab, kjer jih je pozdravil predstavnik danskega mesta. Najprej je obvestil Nansena, da je pridobil doktorat, zadeva, ki »ne bi mogla biti bolj oddaljena od [Nansenovih] misli v tistem trenutku«. Ekipa je svoj prehod opravila v 49 dneh. Med celotnim potovanjem so vzdrževali meteorološke, geografske in druge zapise v zvezi s prej neraziskano notranjostjo.
Preostali del ekipe je v Godthaab prispel 12. oktobra. Nansen je kmalu ugotovil, da nobena ladja verjetno ne bo pristala v Godthaabu do naslednje pomladi. Kljub temu so lahko poslali pisma nazaj na Norveško z ladjo, ki je konec oktobra odplula iz Ivigtuta. Naslednjih sedem mesecev je s svojo skupino preživel na Grenlandiji. 15. aprila 1889 je danska ladja Hvidbjørnen končno vplula v pristanišče. Nansen je zapisal: »Nismo brez žalosti zapustili ta kraj in te ljudi, med katerimi smo tako dobro uživali«.

## Raziskovanje Arktike
Leta 1893 je odplul na Arktiko z ladjo Fram, zgrajeno prav za ta namen - imela je zaobljen trup, ki je omogočal plovbo skozi led. To prvo prečenje Arktičnega oceana je trajalo več kot tri leta, odprava pa je prva odkrila obstoj globoke podmorske kotline na dnu oceana. Ko je po enem letu plovbe postalo očitno, da led Frama ne bo pripeljal do Severnega tečaja, se je Nansen proti njemu odpravil kar peš s smučmi s spremljevalcem Hjalmarom Johansenom (1867–1923). Aprila 1895 sta dosegla položaj 86° 14' severne zemljepisne širine, največ dotlej. Moža sta bila prisiljena preživeti zimo na Deželi Franca Jožefa ob mroževem olju in mesu severnih medvedov, kjer sta se po naključju srečala z britansko odpravo, ki jo je vodil Frederick George Jackson.
Kasneje je Fram za pot na Antarktiko uporabil Roald Amundsen.

## Znanstveno delo
Nansen je bil profesor zoologije in kasneje oceanografije na Univerzi v Kristjaniji (danes Oslo). S svojimi deli je oral ledino na področjih zoologije in dinamike tekočin. Bil je eden utemeljiteljev teorije o nevronih, ki pravi, da živčni sistem sestavljajo samostojne celice, ki se medsebojno sporazumevajo. Temeljito je raziskoval tudi delovanje in izvor morskih tokov, kjer so mu pomagale izkušnje z odprave lajo Fram. Skupaj s švedskim matematikom V. Walfridom Ekmanom je prispeval veliko k odkritju, da morski tokovi nastanejo zaradi kroženja Zemlje okrog svoje osi in k teoriji Ekmanove spirale, ki razlaga ta naravni pojav.

## Diplomatsko in politično delo
Preden je Norveška 7. junija 1905 razpustila svojo zvezo s Švedsko, je bil Nansen predan republikanec, kakor tudi drugi pomembni Norvežani (denimo književnika Bjørnstjerne Bjørnson in Arne Garborg), vendar je po prepričevanjih Sigurda Ibsena in drugih spremenil svoje mnenje, kot tudi Bjørnson in Garborg. Bil je vpliven pri prepričevanju princa Karla Danskega, da bi moral sprejeti položaj norveškega kralja, kar se je po referendumu, na katerem so Norvežani izglasovali, da bo nova državna ureditev monarhija, tudi zgodilo. Nansen je spodbujal k taki odločitvi, prepričan, da je to prav za Norveško, čeprav bi bil v primeru, da bi država postala republika, verjetno izvoljen za predsednika.
Med norveško neodvisnostjo je bil Nansen norveški veleposlanik v Londonu med letoma 1906–1908. Spoprijateljil se je s kraljem Edvardom in tako pridobil britansko podporo v boju za mednarodno priznanje norveške ozemeljske celovitosti.
V obdobju med prvo in drugo svetovno vojno so Nansena neuspešno želeli postaviti za predsednik vlade v veliki vladi vseh nesocialističnih strank, da bi nasprotovali rasti Arbeiderpartiet, norveške delavske stranke. Leta 1925 je Nansen soustanovil Fedrelandslaget (Družbo domovine), protisocialistično politično organizacijo, ki je doživela polom ob izbruhu druge svetovne vojne.

### Društvo narodov
Po prvi svetovni vojni je Nansen sodeloval v Društvu narodov kot visoki komisar za različne pobude, vključujoč vzpostavljanje izmenjave vojnih ujetnikov in pomoč ruskim beguncem, v okviru katere je ustvaril Nansenov potni list za begunce. Za svoje delo v okviru Društva narodov je leta 1922 prejel Nobelovo nagrado za mir.

## Posthumna priznanja
- Po Nansenu se imenuje Nansenova medalja za begunce, ki jo vsako leto podeli UNHCR(Urad OZN za begunce). Prvič so jo podelili leta 1955.
- V njegovo čast je norveška kraljeva mornarica poimenovala razred fregat in njihovo vodilno ladjo.
- Po Nansenu je poimenovana Norveška humanistična akademija, šola, ki se ukvarja z mirovnimi projekti v nekdanji Jugoslaviji.
- Po Nansenu so poimenovani krater na Luni, krater na Marsu in asteroid 853 Nansenia.